# デンマークの在外公館の一覧

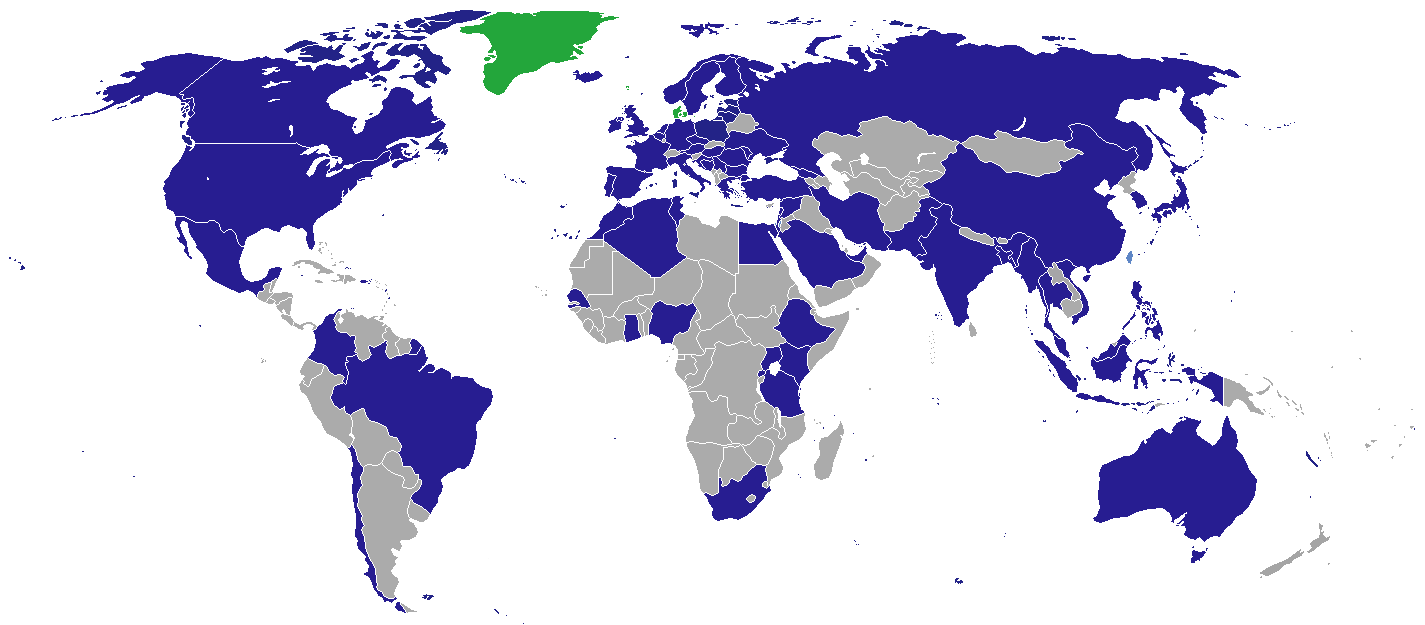
デンマークの在外公館が設置されている国

デンマークの在外公館の一覧では、デンマークが派遣している外交使節団（大使館、総領事館等）を挙げる。

## アジア
| - インド - 在インド大使館 (ニューデリー) - 在ムンバイ総領事館 (ムンバイ) - インドネシア - 在インドネシア大使館 (ジャカルタ) - カンボジア - 在カンボジア領事事務所 (プノンペン) - シンガポール - 在シンガポール大使館 (シンガポール) - タイ - 在タイ大使館 (バンコク) - 韓国 - 在大韓民国大使館 (ソウル) - 中華人民共和国 - 在中華人民共和国大使館 (北京) - 在広州総領事館 (広州) - 在上海総領事館 (上海) - 在香港総領事館 (香港) | - 日本 - 在日本国大使館 (東京) - ネパール - 在ネパール大使館 (カトマンズ) - パキスタン - 在パキスタン大使館 (イスラマバード) - バングラデシュ - 在バングラデシュ大使館 (ダッカ) - ブータン - 在ブータン代表事務所 (ティンプー) - ベトナム - 在ベトナム大使館 (ハノイ) - マレーシア - 在マレーシア大使館 (クアラルンプール) |

- 中華民国 (台湾)
  - 在台北貿易事務所　(台北市)

## アメリカ州
| - アメリカ合衆国 - 在アメリカ合衆国大使館 (ワシントンD.C.) - 在ニューヨーク総領事館 (ニューヨーク) - 在シカゴ総領事館 (シカゴ) - カナダ - 在カナダ大使館 (オタワ) - 在トロント総領事館 (トロント) - チリ - 在チリ大使館 (サンティアゴ・デ・チレ) | - ニカラグア - 在ニカラグア大使館 (マナグア) - ブラジル - 在ブラジル大使館 (ブラジリア) - 在リオデジャネイロ総領事館 (リオデジャネイロ) - 在サンパウロ総領事館 (サンパウロ) - ボリビア - 在ボリビア大使館 (ラパス) - メキシコ - 在メキシコ大使館 (メキシコシティ) |

## ヨーロッパ

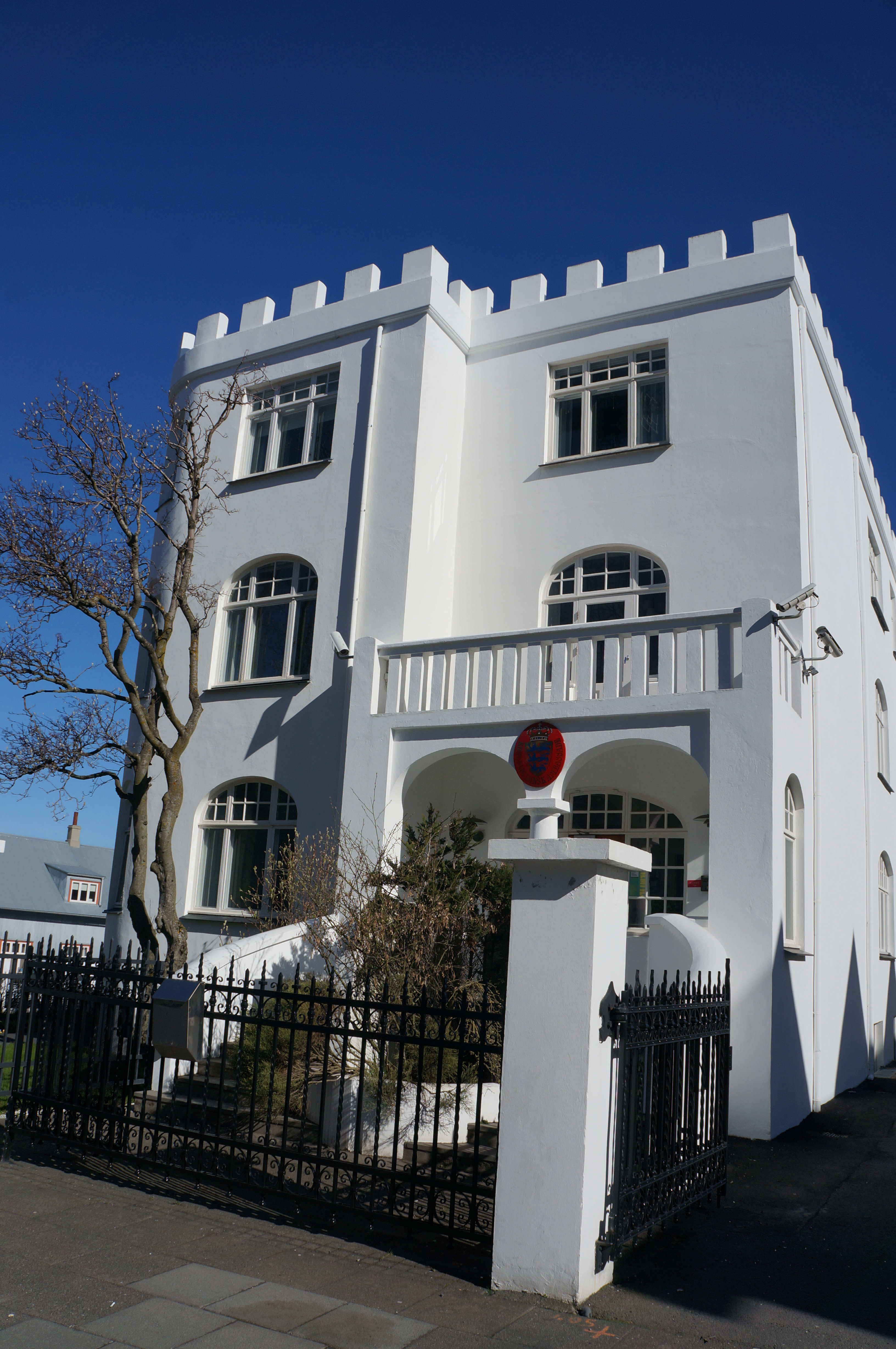
在アイスランド大使館

| - アイスランド - 在アイスランド大使館 (レイキャビク) - アイルランド - 在アイルランド大使館 (ダブリン) - アルバニア - 在アルバニア大使館 (ティラナ) - イタリア - 在イタリア大使館 (ローマ) - 在ミラノ総領事館 (ミラノ) - ウクライナ - 在ウクライナ大使館 (キエフ) - イギリス - 在英国大使館 (ロンドン) - エストニア - 在エストニア大使館 (タリン) - オーストリア - 在オーストリア大使館 (ウィーン) - オランダ - 在オランダ大使館 (ハーグ) - ギリシャ - 在ギリシャ大使館 (アテネ) - クロアチア - 在クロアチア大使館 (ザグレブ) - スイス - 在スイス大使館 (ベルン) - スウェーデン - 在スウェーデン大使館 (ストックホルム) - スペイン - 在スペイン大使館 (マドリッド) - スロバキア - 在スロバキア大使館 (ブラチスラヴァ) - スロベニア - 在スロベニア大使館 (リュブリャナ) - セルビア - 在セルビア大使館 (ベオグラード) | - チェコ - 在チェコ大使館 (プラハ) - ドイツ - 在ドイツ大使館 (ベルリン) - 在フレンスブルク総領事館 (フレンスブルク) - 在ハンブルク総領事館 (ハンブルク) - 在ミュンヘン総領事館 (ミュンヘン) - ノルウェー - 在ノルウェー大使館 (オスロ) - ハンガリー - 在ハンガリー大使館 (ブダペスト) - フィンランド - 在フィンランド大使館 (ヘルシンキ) - フランス - 在フランス大使館 (パリ) - ブルガリア - 在ブルガリア大使館 (ソフィア) - ベルギー - 在ベルギー大使館 (ブリュッセル) - ポーランド - 在ポーランド大使館 (ワルシャワ) - ボスニア・ヘルツェゴビナ - 在ボスニア・ヘルツェゴビナ大使館 (サラエボ) - ポルトガル - 在ポルトガル大使館 (リスボン) - ラトビア - 在ラトビア大使館 (リガ) - リトアニア - 在リトアニア大使館 (ヴィリニュス) - ルーマニア - 在ルーマニア大使館 (ブカレスト) - ルクセンブルク - 在ルクセンブルク大使館 (ルクセンブルク市) - ロシア - 在ロシア大使館 (モスクワ) - 在サンクトペテルブルク総領事館 (サンクトペテルブルク) |

## 中東
| - イスラエル - 在イスラエル大使館 (テルアビブ) - イラク - 在イラク大使館 (バグダード) - イラン - 在イラン大使館 (テヘラン) - キプロス - 在キプロス大使館 (ニコシア) - サウジアラビア - 在サウジアラビア大使館 (リヤド) | - シリア - 在シリア大使館 (ダマスカス) - トルコ - 在トルコ大使館 (アンカラ) - 在イスタンブール総領事館 (イスタンブール) - パレスチナ - 在パレスチナ代表事務所 (ラマッラ) - ヨルダン - 在ヨルダン大使館 (アンマン) - レバノン - 在レバノン大使館 (ベイルート) |

## アフリカ
| - アルジェリア - 在アルジェリア大使館 (アルジェ) - ウガンダ - 在ウガンダ大使館 (カンパラ) - エジプト - 在エジプト大使館 (カイロ) - エチオピア - 在エチオピア大使館 (アディスアベバ) - ガーナ - 在ガーナ大使館 (アクラ) - ケニア - 在ケニア大使館 (ナイロビ) - ザンビア - 在ザンビア大使館 (ルサカ) - スーダン - 在スーダン大使館 (ハルツーム) | - タンザニア - 在タンザニア大使館 (ダルエスサラーム) - ブルキナファソ - 在ブルキナファソ大使館 (ワガドゥグー) - ベナン - 在ベナン大使館 (コトヌー) - マリ - 在マリ大使館 (バマコ) - 南アフリカ共和国 - 在南アフリカ共和国大使館 (プレトリア) - 在ヨハネスブルグ総領事館 (ヨハネスブルグ) - モザンビーク - 在モザンビーク大使館 (マプト) - モロッコ - 在モロッコ大使館 (ラバト) |

## 大洋州
- オーストラリア
  - 在オーストラリア大使館 (キャンベラ)
  - 在シドニー総領事館 (シドニー)

## 国際機関代表部
- 北大西洋条約機構および欧州連合デンマーク政府代表部 (ブリュッセル)
- 国際連合諸機関デンマーク政府代表部 (ジュネーヴ)
- 国際連合デンマーク政府代表部 (ニューヨーク)
- 経済協力開発機構および国際連合教育科学文化機関デンマーク政府代表部 (パリ)
- 国際連合食糧農業機関デンマーク政府代表部 (ローマ)
- 欧州評議会デンマーク政府代表部 (ストラスブール)
- 欧州安全保障協力機構デンマーク政府代表部 (ウィーン)